# Джейн Барнелл
Джейн Барнелл (англ. Jane Barnell; 3 січня 1871, Вілмінгтон, Північна Кароліна, США — невідомий) — американська актриса вуличних цирків і карнавалів, «бородата жінка», яка виступала під сценічним псевдонімом «Леді Ольга».
Згідно з пізніми джерелами, зокрема, статтею Джозефа Мітчелла «Леді Ольга» у виданні Up In The Old Hotel, мати Барнелл продала її в цирк під назвою Great Orient Family Circus, який згодом був об'єднаний з більшим за розміром цирком. Із цим цирком вона поїхала на гастролі до Німеччини. Вона захворіла в Берліні та була залишена в сирітському притулку, де пізніше була виявлена та впізнана своїм батьком.
Працюючи на фермі своєї бабусі, вона зустріла циркового силача, який запросив її приєднатися до цирку Джона Робінсона. Вона змінила кілька сценічних псевдонімів, поки зрештою не зупинилася на імені «Леді Ольга Родерік». На той час її борода досягала 33 см завдовжки.
Гастролювала протягом життя з низкою цирків, у тому числі з цирком Ringling Bros, а пізніше брала участь у виставках Музею Гільберта на Таймс-Сквер, Нью-Йорк.
Вона також знялася в декількох фільмах, найвідомішим з яких був фільм Тода Браунінга «Потвори» (1932), який, згідно з документальним фільмом про цю картину, що вийшов на DVD (Freaks: The Sideshow Cinema, 2004), залишив її незадоволеною зображенням артистів вуличних цирків у фільмі загалом.
Барнелл була одружена чотири рази. Її останнім чоловіком був Томас O'Бойл, який також працював її менеджером, колишній цирковий клоун і вуличний зазивала у музеї Гільберта.